# Bidiagonalna matrika
Bidiagonalna matrika je matrika, ki ima neničelne elemente na glavni diagonali in diagonali nad njo ali pod njo. Kadar ima od nič različne elemente nad glavno diagonalo, se imenuje zgornja bidiagonalna matrika, kadar pa pod njo, jo imenujemo spodnja bidiagonalna matrika.
Med bidiagonalne matrike prištevamo tudi tridiagonalno, trikotno in Hessenbergovo matriko .

## Zgled
{\displaystyle {\begin{pmatrix}1&4&0&0\\0&4&1&0\\0&0&3&4\\0&0&0&3\\\end{pmatrix}}}